# Пирролидон
2-Пирролидон (γ-бутиролактам, пирролидин-2-он) — органическое соединение класса лактамов.

## Физические свойства
Бесцветная жидкость с характерным запахом. Легко растворим в воде, спирте, бензоле, диэтиловом эфире, хлороформе, сероуглероде. Плохо растворим в петролейном эфире. Для очистки в лаборатории используют перекристаллизацию из петролейного эфира.

## Методы синтеза
- Из гамма-бутиролактона реакцией с аммиаком под давлением[4].

- Гидрированием сукциннитрила в пиридине с последующей обработкой образовавшегося аминонитрила.
- Альтернативный метод — частичное гидрирование сукцинимида.

## Применение
Используется как полупродукт в синтезе:
- поливинилпирролидона (получаемый реакций с ацетиленом при катализе калием и нагреванием до 100 °C)[5],
- пирацетама.

Как полярный высококипящий растворитель в промышленности. 
В картриджах для струйной печати.

## Биологическая роль
Пирролидоновый цикл входит в структуру ноотропных препаратов рацетамовой группы:
- Котинин,
- Пирацетам,
- Этосуксимид,
- Прамирацетам и др.

## Безопасность
Малоопасное вещество при внутрижелудочном поступлении в организм, 4 класс опасности. Обладает умеренной способностью к кумуляции. Раздражает кожу и слизистые оболочки глаз. Проникает через неповрежденные кожные покровы. Пирролидон обладает эмбриотоксическим, тератогенным и мутагенным действием (при сверхвысоких концентрациях).
ПДК в воздухе — 10 мг/м3.